# Løgmaður
Løgmaður és el nom que rep el màxim responsable territorial i polític de les illes Fèroe, l'equivalent al Primer Ministre. És un càrrec que escull el Løgting (parlament feroès) per a un període de quatre anys.
El terme feroès Løgmaður (en plural Løgmenn) significa literalment "home de les lleis". Originalment exercia una funció legal com a legislador del territori, però aquesta definició va canviar a partir de l'1 d'abril de 1948, quan es va signat l'estatut d'autonomia actual de les Illes Fèroe. A partir d'aquell moment les funcions del Løgmaður van ser les d'un cap de govern. Les darreres dècades, el govern feroès ha començat a utilitzar el terme de primer ministre com a traducció oficial (a través de l'anglès) de Løgmaður; aquesta traducció moderna no s'aplica als Løgmenn anteriors al 1816, any de la dissolució del càrrec d'origen medieval.
A continuació tenim la llista dels qui n'han ocupat el càrrec.

## Løgmaður (1000-1816)
| Des de | Løgmaður (1000-1816)       | Nascut-Mort  |
| ------ | -------------------------- | ------------ |
| 1000   | Gilli                      | ?-?          |
| 1300   | Sjúrður                    | ?-?          |
| 1350   | Símun                      | ?-?          |
| 1400   | Dagfinnur Halvdanarson     | ?-?          |
| 1412   | Haraldur Kálvsson          | ?-?          |
| 1450   | Roald                      | ?-?          |
| 1479   | Jørundur Skógdrívsson      | ?-?          |
| 1524   | Tórmóður Sigurðsson        | ?-1531       |
| 1531   | Andras Guttormsson         | c. 1490–1543 |
| 1544   | Guttormur Andrasson        | c. 1515–1571 |
| 1572   | Jógvan Heinason            | 1541–1602    |
| 1583   | Ísak Guttormsson           | ?-1587       |
| 1588   | Pætur Jákupsson            | ?-1600       |
| 1601   | Tummas Símunarson          | ?-1608       |
| 1608   | Zakarias Tormóðsson        | ?-1628       |
| 1629   | Jógvan Justinusson         | ?-1654       |
| 1654   | Jógvan Poulsen             | ?-?          |
| 1655   | Balzer Jacobsen            | ?-?          |
| 1662   | Jógvan Poulsen             | ?-?          |
| 1677   | Jákup Jógvansson           | ?-?          |
| 1679   | Jóhan Hendrik Weyhe        | ?-?          |
| 1706   | Sámal Pætursson Lamhauge   | ?-1752       |
| 1752   | Hans Jákupsson Debes       | 1723–1769    |
| 1769   | Thorkild Fjeldsted         | ?-?          |
| 1772   | Jacob Hveding              | ?-?          |
| 1786   | Johan Michael Lund         | 1753–1824    |
| 1808   | Jørgen Frantz Hammersheimb | 1767–1820    |

## Primer Ministre(Løgmaður) (1946-present)
| Nº  | Assumició del càrrec   | Fi del mandat          | Imatge | Nom (naixement - mort)         | partit polític    | Elecció            |
| --- | ---------------------- | ---------------------- | ------ | ------------------------------ | ----------------- | ------------------ |
| 1   | 12 de maig de 1948     | 15 de desembre de 1950 |        | Andrass Samuelsen (1873–1954)  | Sambandsflokkurin | 1946               |
| 2   | 15 de desembre de 1950 | 8 de gener de 1959     |        | Kristian Djurhuus (1895–1984)  | Sambandsflokkurin | 1950 / 1954        |
| 3   | 8 de gener de 1959     | 4 de gener de 1963     |        | Peter Mohr Dam (1898–1968)     | Javnaðarflokkurin | 1958               |
| 4   | 4 de gener de 1963     | 12 de gener de 1967    |        | Hákun Djurhuus (1908–1987)     | Fólkaflokkurin    | 1962               |
| (3) | 12 de gener de 1967    | 19 de novembre de 1968 |        | Peter Mohr Dam (1898–1968)     | Javnaðarflokkurin | 1966               |
| (2) | 19 de novembre de 1968 | 12 de desembre de 1970 |        | Kristian Djurhuus (1895–1984)  | Sambandsflokkurin | 1966               |
| 5   | 12 de desembre de 1970 | 5 de gener de 1981     |        | Atli Dam (1932–2005)           | Javnaðarflokkurin | 1970 / 1974 / 1978 |
| 6   | 5 de gener de 1981     | 10 de gener de 1985    |        | Pauli Ellefsen (1936–2012)     | Sambandsflokkurin | 1980               |
| (5) | 10 de gener de 1985    | 18 de gener de 1989    |        | Atli Dam (1932–2005)           | Javnaðarflokkurin | 1984               |
| 7   | 18 de gener de 1989    | 15 de gener de 1991    |        | Jógvan Sundstein (1933–)       | Fólkaflokkurin    | 1988               |
| (5) | 15 de gener de 1991    | 18 de gener de 1993    |        | Atli Dam (1932–2005)           | Javnaðarflokkurin | 1990               |
| 8   | 18 de gener de 1993    | 15 de setembre de 1994 |        | Marita Petersen (1940–2001)    | Javnaðarflokkurin | 1990               |
| 9   | 15 de setembre de 1994 | 15 de maig de 1998     |        | Edmund Joensen (1944–)         | Sambandsflokkurin | 1994               |
| 10  | 15 de maig de 1998     | 3 de febrer de 2004    |        | Anfinn Kallsberg (1947–)       | Fólkaflokkurin    | 1998 / 2002        |
| 11  | 3 de febrer de 2004    | 26 de setembre de 2008 |        | Jóannes Eidesgaard (1951–)     | Javnaðarflokkurin | 2004               |
| 12  | 26 de setembre de 2008 | 15 de setembre de 2015 |        | Kaj Leo Johannesen (1964–)     | Sambandsflokkurin | 2008 / 2011        |
| 13  | 15 de setembre de 2015 | 16 de setembre de 2019 |        | Aksel V. Johannesen (1972–)    | Javnaðarflokkurin | 2015               |
| 14  | 16 de setembre de 2019 | 22 de desembre de 2022 |        | Bárður á Steig Nielsen (1972–) | Sambandsflokkurin | 2019               |
| 15  | 22 de desembre de 2022 | En el càrrec           |        | Aksel V. Johannesen (1972–)    | Javnaðarflokkurin | 2022               |